# Didenkowe
Didenkowe (ukr. Діденкове) – wieś na Ukrainie, w obwodzie dniepropetrowskim, w rejonie kamjańskim, w hromadzie Werchniodniprowśk. W 2001 liczyła 505 mieszkańców.